# Белоносов, Александр Иванович
Александр Иванович Белоносов (16.07.1927, Сретенск Читинской области — 29.10.2018) — российский учёный — специалист в области микроэлектроники, разработки систем технических средств охраны, автоматики ядерных боеприпасов и сейсмической аппаратуры.

## Биография
Окончил Московский инженерно-физический институт (1949) (с 2009 года — Национальный исследовательский ядерный университет «МИФИ»). Работа:
- 1950—1955 ВНИИЭФ (Арзамас-16): инженер, старший инженер, научный сотрудник;
- 1955—1972 ВНИИА: начальник лаборатории, заместитель главного конструктора (с 1965);
- 1972—1979 ВНИИХТ: заместитель директора — главный конструктор Специального конструкторского бюро (по разработке ТСО)[1], с 1972 года преподавал и читал лекции на тему ТСО и ТСФЗ на Спецкафедре ЦИПК МСМ СССР[2];
- 1979—1986 директор — главный конструктор ВНИИФП,
- 1986—1991 НИИИТ: главный конструктор автоматизированной системы сейсмического контроля Министерства обороны.
- 1991—1998 президент АО НПК «Российские технологии»,
- с 1998 — главный научный сотрудник Института физики Земли РАН.

Доктор технических наук, профессор. Специалист в области микроэлектроники, разработки систем ТСО, автоматики ядерных боеприпасов и сейсмической аппаратуры.
Сконструировал интегральный доильный молочный комплекс (2013).
Умер 29.10.2018.

## Награды
- Сталинская премия 1954 года — за участие в создании и серийном освоении первой системы подрыва ядерных зарядов с внешним нейтронным источником.
- Ленинская премия 1960 года — за разработку унифицированной автоматики подрыва принципиально нового вида, а также безосциллографической малогабаритной контрольной аппаратуры.
- Государственная премия СССР 1968 года — за разработку и внедрение первой автоматизированной системы контроля ядерных боеприпасов.
- Орден «Знак Почёта» (1953)
- Орден Трудового Красного Знамени (1982)
- медаль «За трудовую доблесть»
- медаль «Ветеран труда»